# Рукометна репрезентација Албаније
Рукометна репрезентација Албаније представља Албанију у међународним такмичењима у рукомету. Налази се под контролом Рукометног савеза Албаније.

## Учешћа репрезентације на међународним такмичењима

### Олимпијске игре
Није учествовала

### Светска првенства
Није учествовала

### Европска првенства
Није учествовала